# ادوارد وارینگ
ادوارد وارینگ (انگلیسی: Edward Waring؛ ح. ۱۷۳۶ – ۱۵ اوت ۱۷۹۸) یک ریاضی‌دان در زمینه نظریه اعداد اهل بریتانیا بود.
وی همچنین برنده جوایزی همچون مدال کاپلی شده‌است.